# Шовковиця
Шовковиця (Morus) — рід рослин родини шовковицевих; дерева або кущі. Народні назви також тутове дерево, морва.

## Будова
Шовковиця — світлолюбна, досить морозостійка і посухостійка рослина, стійка до пилу і газів. Є плакучі, пірамідальні, кулясті та інші форми, які використовують в озелененні.
Шовковицю розмножують насінням, живцями і щепленням. Плодові форми краще прищеплювати за кору навесні в період активного сокоруху або влітку окуліруванням. В насадженнях потрібно мати чоловічі й жіночі екземпляри або в крону прищеплювати живці іншої статі, тому що це дводомна, роздільно-статева, вітрозапилювальна рослина. У шовковиці є також дерева, у яких чоловічі та жіночі квітки знаходяться в одному суцвітті. Розрізнити чоловічі та жіночі екземпляри можна тільки з початком плодоношення.
Шовковиця біла (Morus alba) — дерева до 15—20 м заввишки з густою округлою кроною, однодомні, квітки роздільностатеві; посухостійкі, зимостійкіші, ніж шовковиця чорна — витримують морози до 30—35 °C. Плоди (супліддя) округлі або циліндричні завдовжки до 4 см, білі, жовті чи рожеві, соковиті, солодкі.
Дерева можуть бути однодомними або дводомними. Будова плоду: до основи прикріплена група пучків з 4 соковитих «пелюсток», що закривають насіння. 2-4 см завдовжки, від червоного до темно-фіолетового або ж білого кольору, їстівні — у деяких видів солодкі.

## Історія
Образ тутових дерев у китайській поезії з прадавніх часів, починаючи з пісні «В тутах» (кит. трад. 桑中) з давньокитайської «Книги пісень» (XI—VIII ст. до н. е.), містить натяк на любовне побачення.
Тутове дерево є культовою рослиною в азербайджанській і вірменській культурах. Особливе ставлення до нього у карабаських вірмен і азербайджанців. Вони здавна займалися садівництвом із розведенням тутових дерев. Тутове дерево використовувалося різноманітно і практично безвідходно. З його листя карабахці готували жовту фарбу, з кори — папір, лико, зі стовбура — бочки, теслярські інструменти, різні будматеріали, з тутових ягід - горілку, уварений сік дошаб, варення, компот, джем, оцет, чай. Про особливе ставлення карабахців до тутового дерева говорить прислів'я:
|  | У карабахця двоє дітей: син — тутове дерево, дочка — виноградна лоза. |

## Види

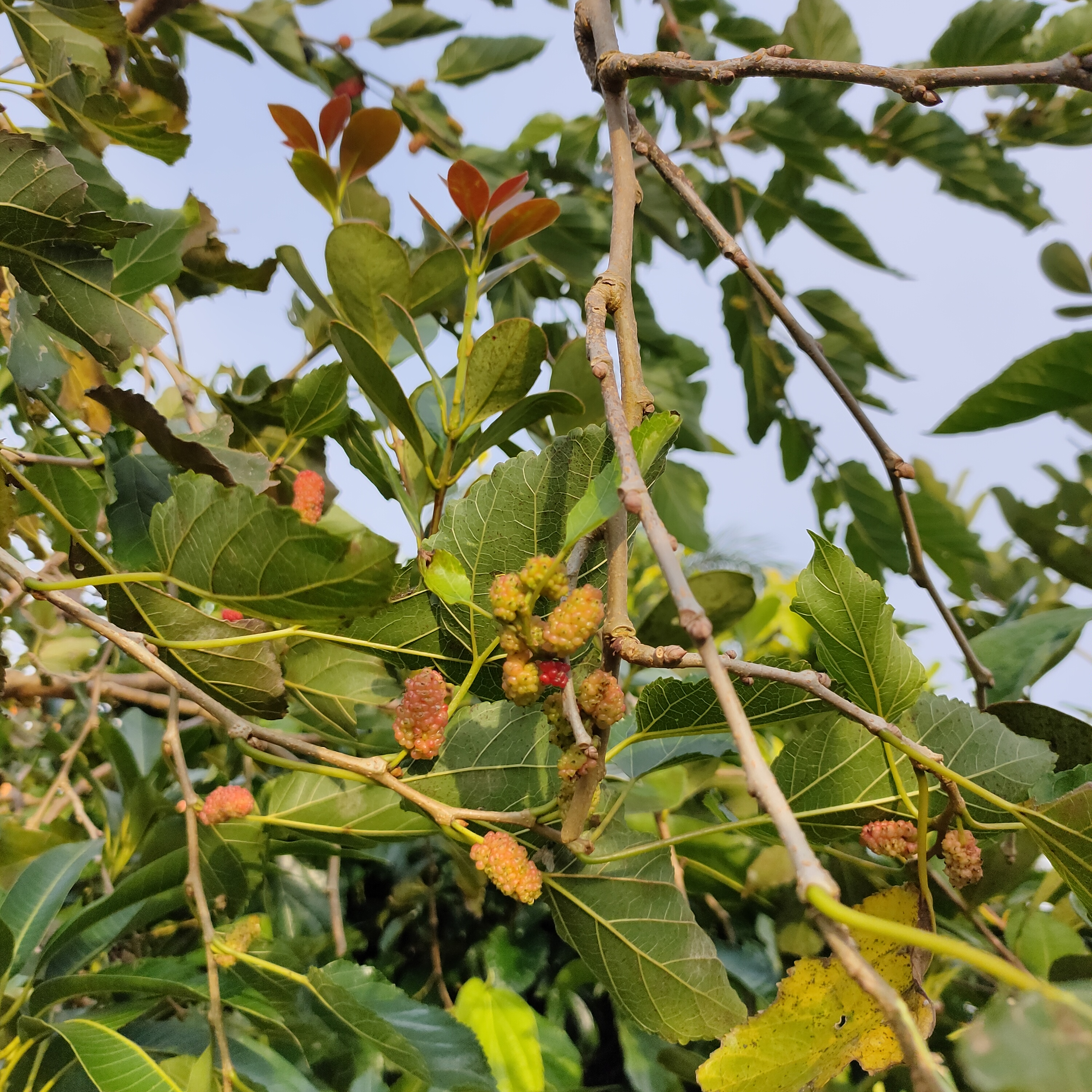
Morus alba
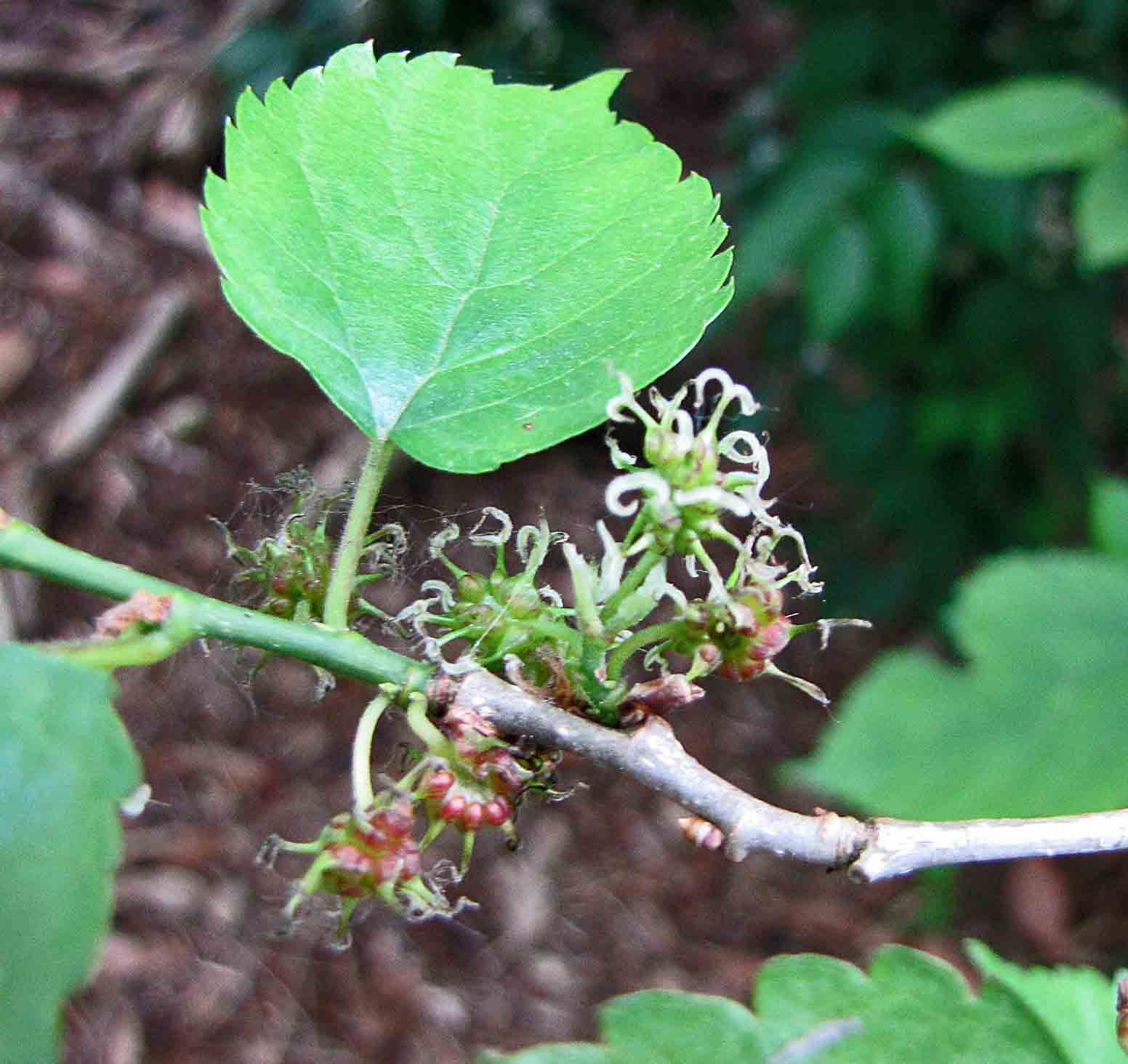
Morus australis
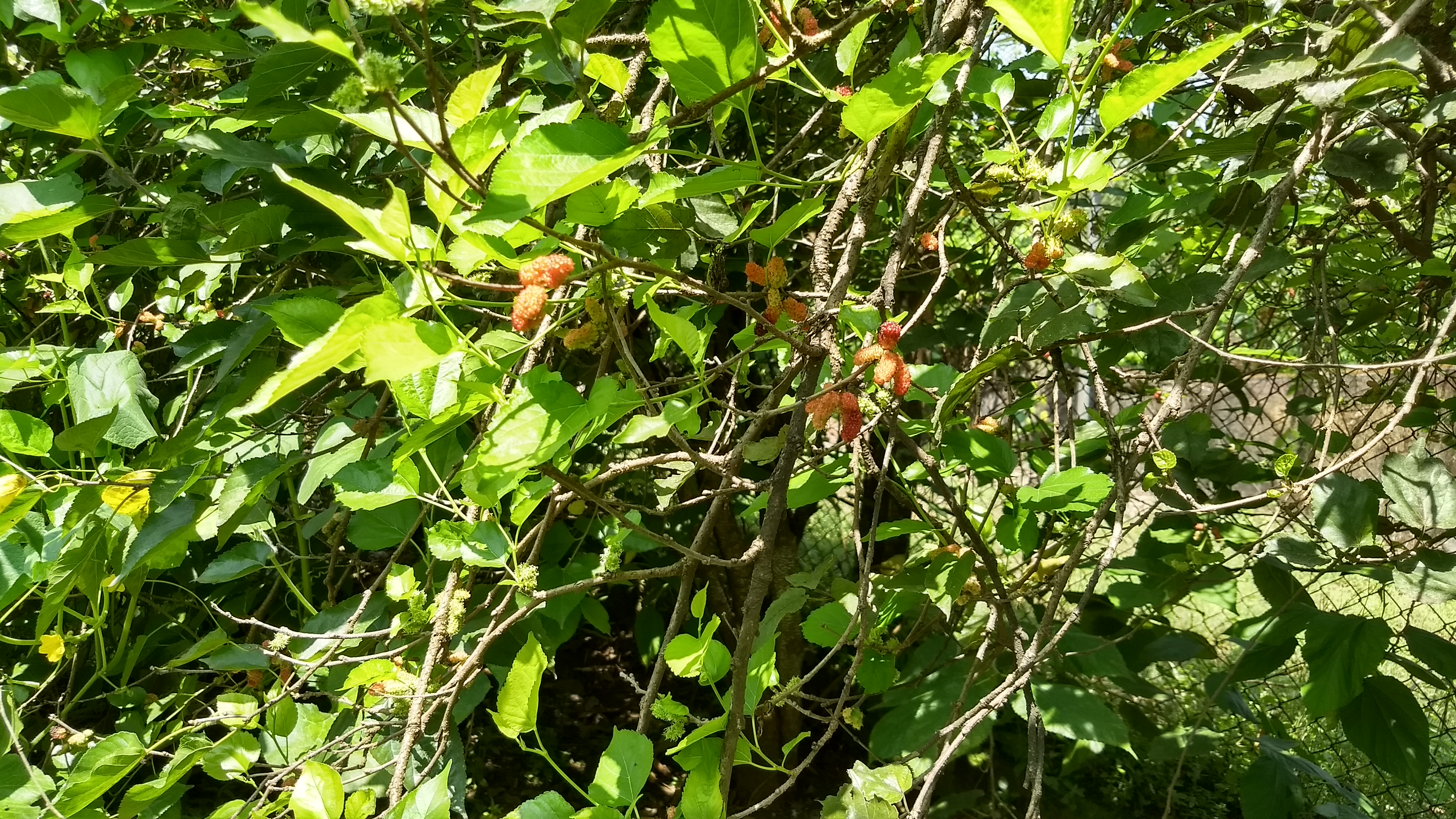
Morus indica
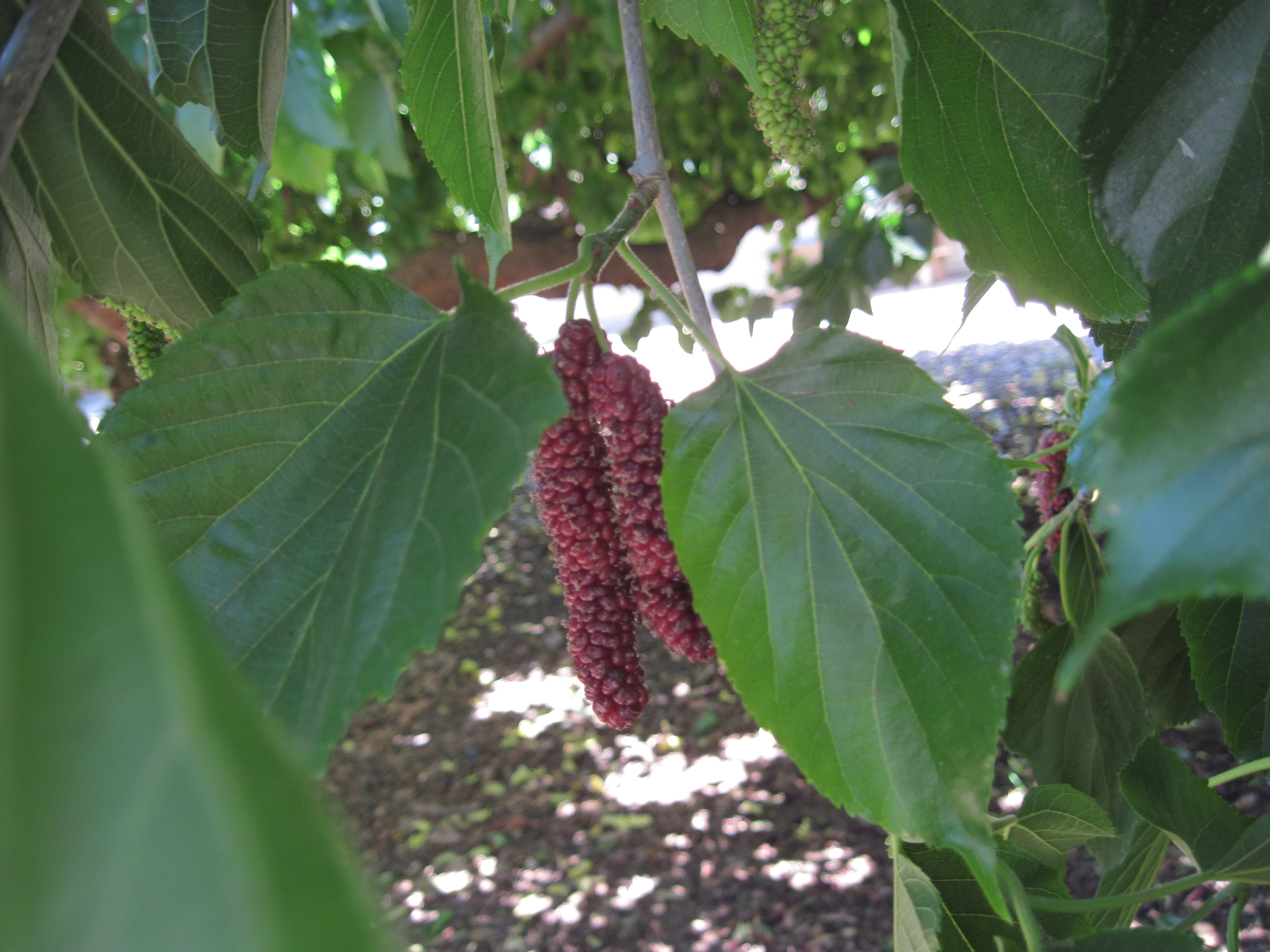
Morus macroura
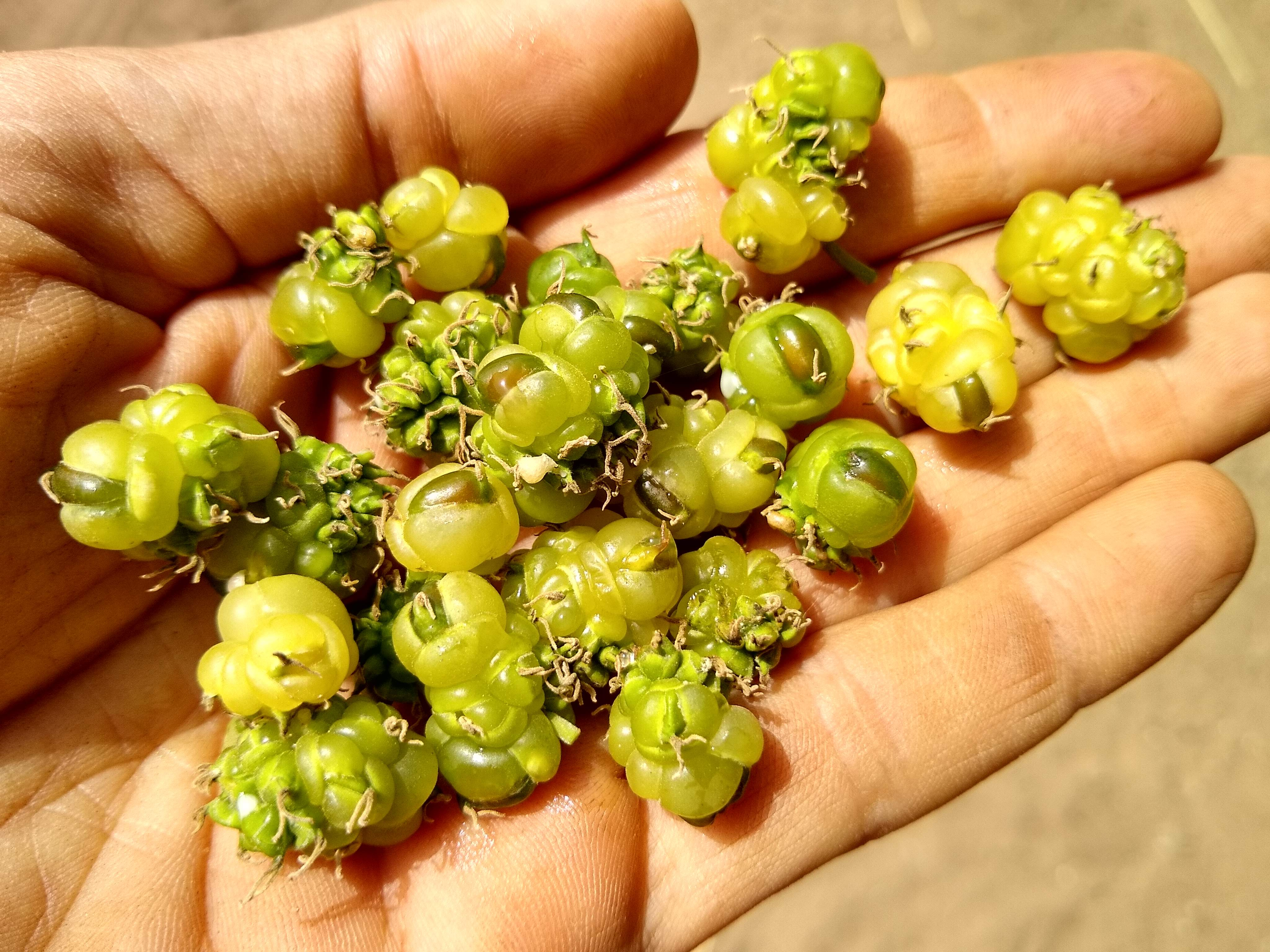
Morus mesozygia
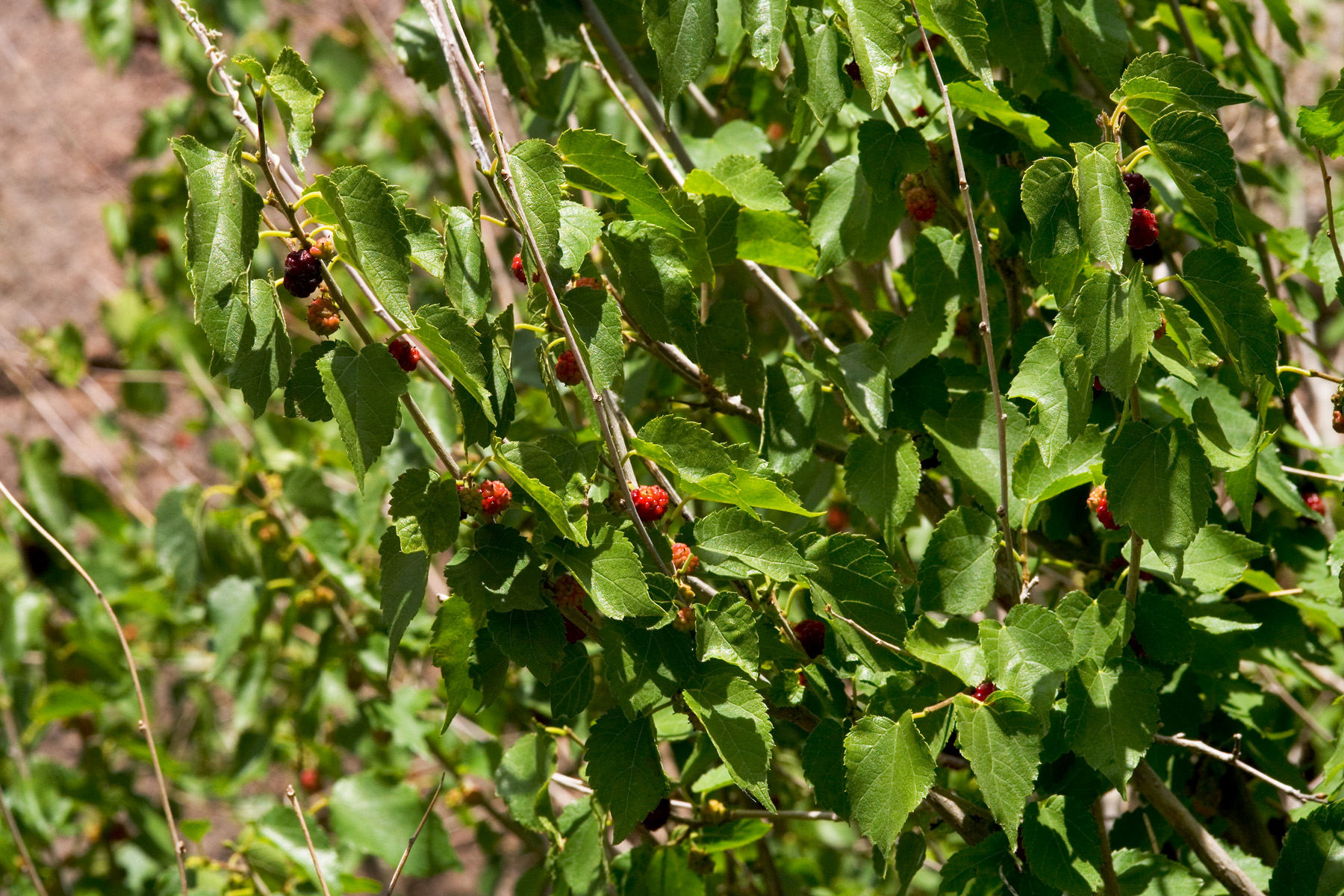
Morus microphylla
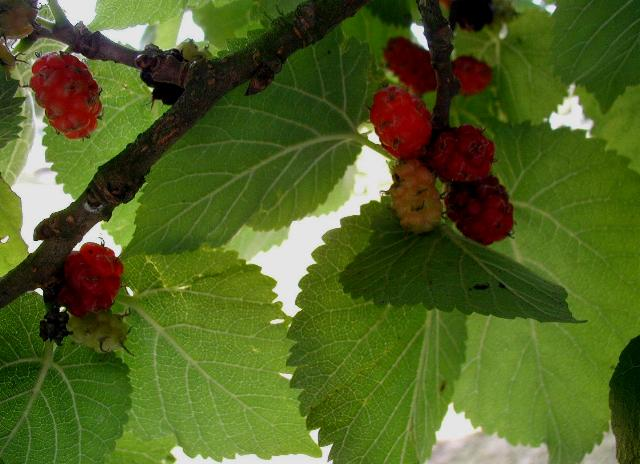
Morus nigra
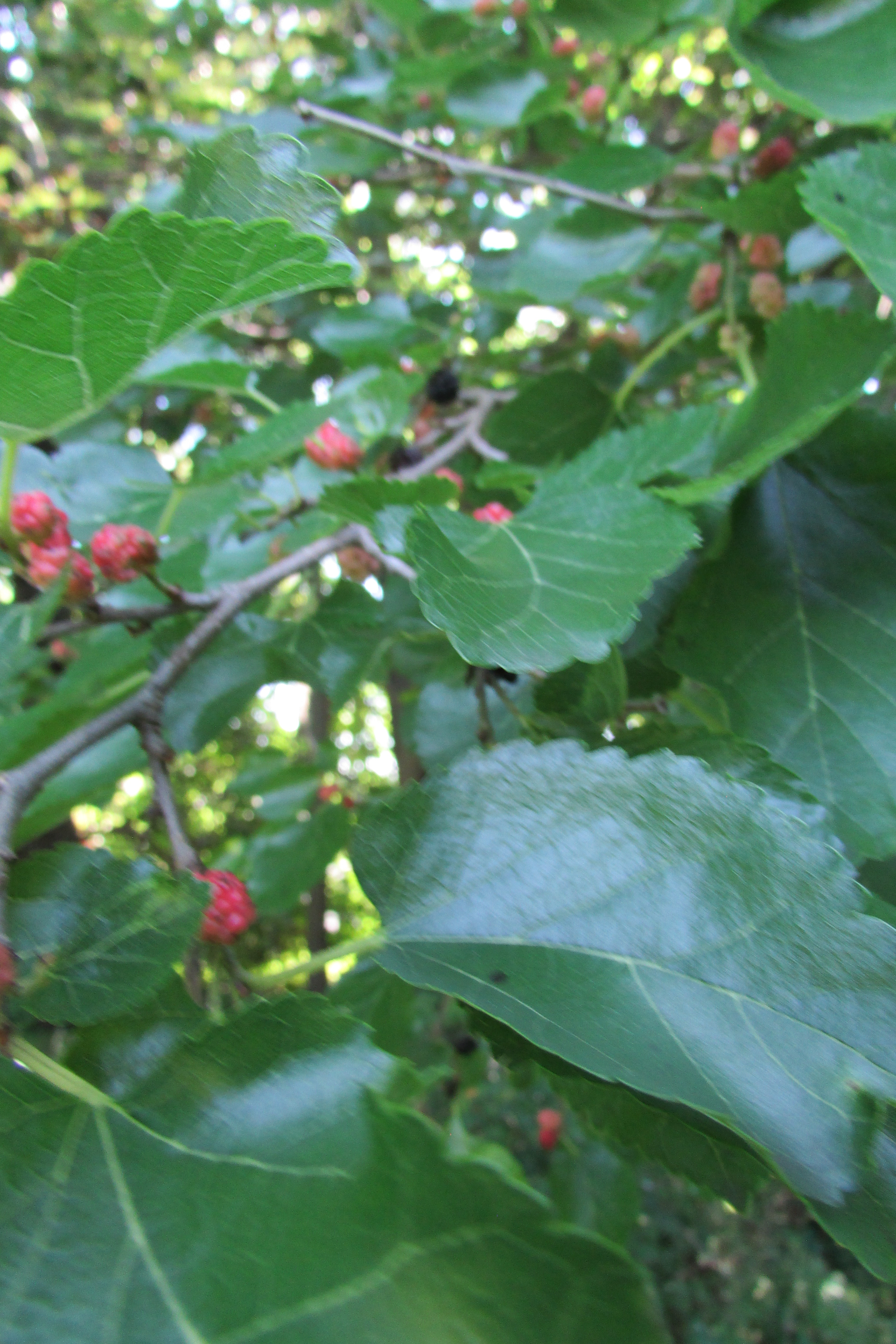
Morus rubra

## Поширення та середовище існування
Відомо понад 10 видів, поширених у помірній та субтропічній зонах, у дикому стані й в культурі. В Україні найбільше значення мають шовковиця чорна і шовковиця біла. Листям шовковиці вигодовують гусінь шовковичного шовкопряда.

## Практичне використання
В Україні здавна вирощували цю культуру на присадибних земельних ділянках. У плодах шовковиці міститься до 20 % легкозасвоюваних цукрів, органічні кислоти, вітаміни, мінеральні солі. Крім вживання у свіжому вигляді, плоди використовують для приготування варення, компотів, соку, інших видів переробки.
Шовковицю білу розмножують щепленням, відсадками (культурні форми та сорти), насінням; вирощують у ряді європейських країн, Центральній Азії і Південному Кавказі, Японії і Китаї.
У Центральній Азії плоди сушать і мелять на борошно для млинців, толокна, печуть коржики, що смаком нагадують цукати. На Кавказі з соку плодів варять напій бекмез. З соку також готують оцет, вино, сироп, женуть горілку. На Кавказі з шовковиці роблять лаваш або додають її до аличевого лаваша.
З листя виготовляють та продають у промислових масштабах чай.

### Шовківництво
.

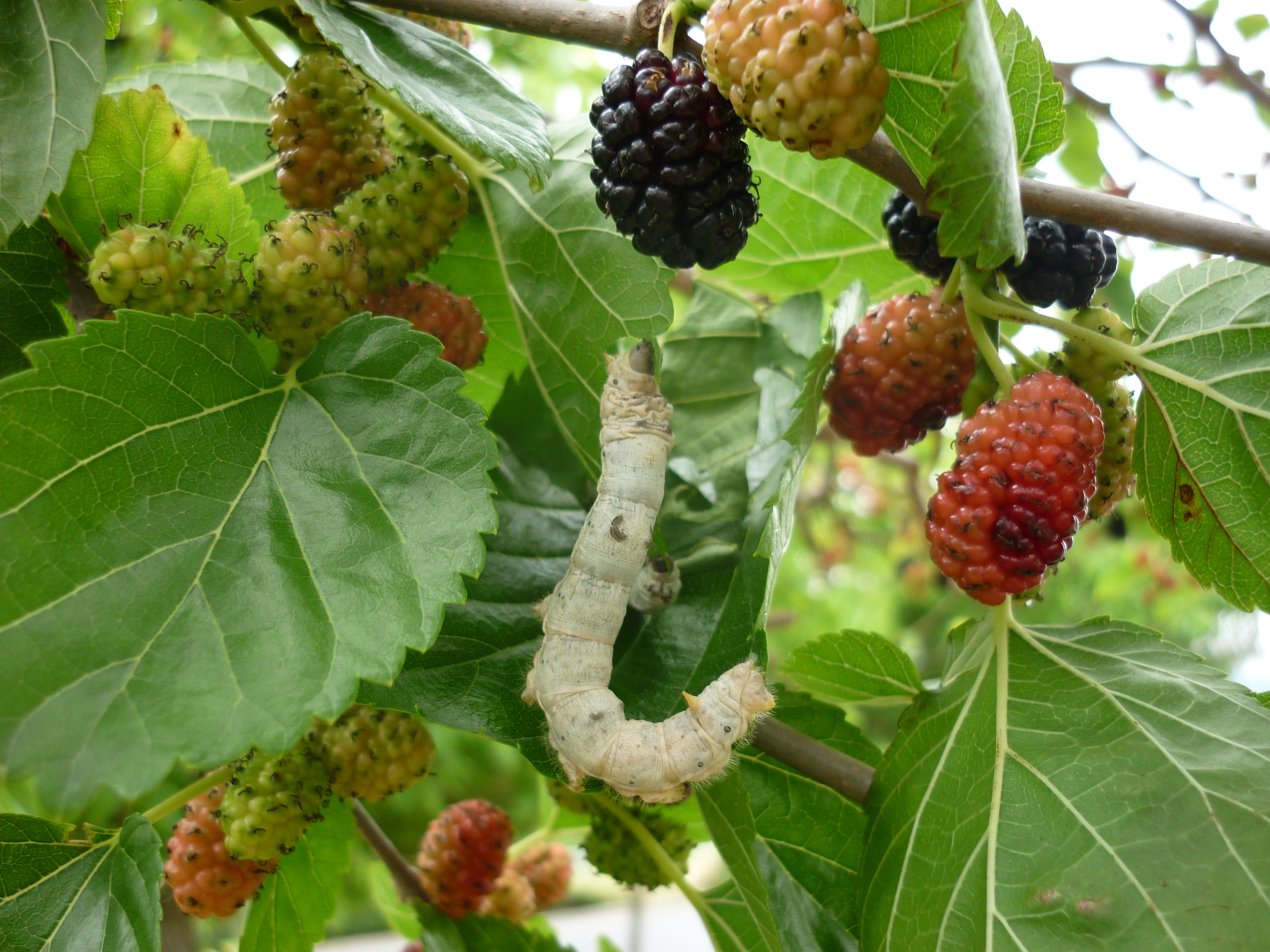
Шовкопряд, Bombyx mori, живиться на шовковиці

Листя шовковиці, особливо шовковиці білої, має екологічне значення як єдине джерело їжі для шовкопряда (Bombyx mori, названий за родом шовковиці Morus), кокон якого використовується для виготовлення шовку. Дикий шовкопряд також їсть шовковицю. Інші лускокрилі личинки — до яких належать смарагд звичайний, бражник липовий, стрільниця кленова та америка́нський бі́лий мете́лик — також живляться рослиною. 
Стародавні греки та римляни вирощували шовковицю заради шовкопрядів; принаймні, вже у 220 р. н. е. імператор Елагабал носив шовкову мантію. Англійське духовенство носило шовкові шати приблизно з 1500 р.. Шовковиця та шовкова промисловість відігравали важливу роль у колоніальній Вірджинія.

### Папір
За часів Ангкоріанської епохи Кхмерської імперії Південно-Східної Азії монахи при буддійських храмах виготовляли папір з кори тутових дерев. Папір використовувався для виготовлення книг, відомих як краінг.
Тенгуджо — найтонший папір у світі. Він виробляється в Японії й виготовляється з козо (стебел шовковиці). Традиційний японський папір васі часто створюється з частин шовковиці.

### Поживна цінність
| шовковиця сира Харчова цінність в 100 г продукту |         |
| --- | ------- |
| Енергетична цінність 43 ккал / 180 кДж |         |
| \| Вода \| 87,68 г \| \| Білки \| 1,44 \| \| Жири \| 0.39 \| \| Вуглеводи \| 9.8 \| \| \| \| \| Піридоксин (B6) \| 0.05 мг \| \| Аскорбінова кислота (віт. С) \| 36.4 мг \| \| Токоферол (вітам. E) \| 0.87 мг \| \| \| \| \| \| \| |         |
| Посилання на запис у базі даних Міністерства сільського господарства США |         |
| Вода | 87,68 г |
| Білки | 1,44    |
| Жири | 0.39    |
| Вуглеводи | 9.8     |
| |         |
| Піридоксин (B6) | 0.05 мг |
| Аскорбінова кислота (віт. С) | 36.4 мг |
| Токоферол (вітам. E) | 0.87 мг |
| |         |
| |         |

Сира шовковиця на 88 % складається з води, на 10 % — з вуглеводів, на 1 % — з білків і менш ніж на 1 % — з жири. У 100 г сира шовковиця містить 43 калорії, 44 % добової норми вітаміну С і 14 % добової норми залізо; інші мікроелементи у незначній кількості.

## Галерея

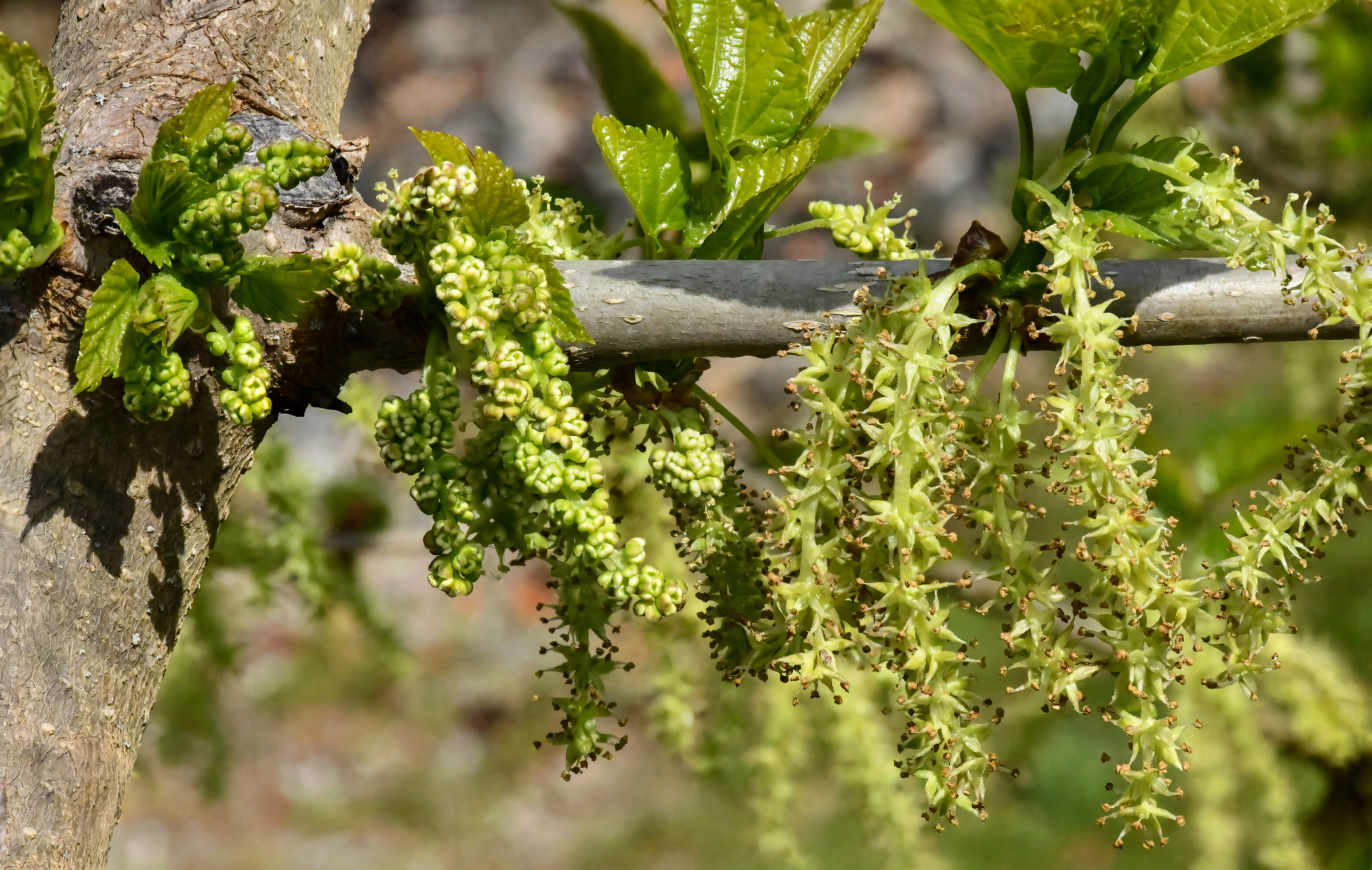
Закритий бутон жіночої квітки
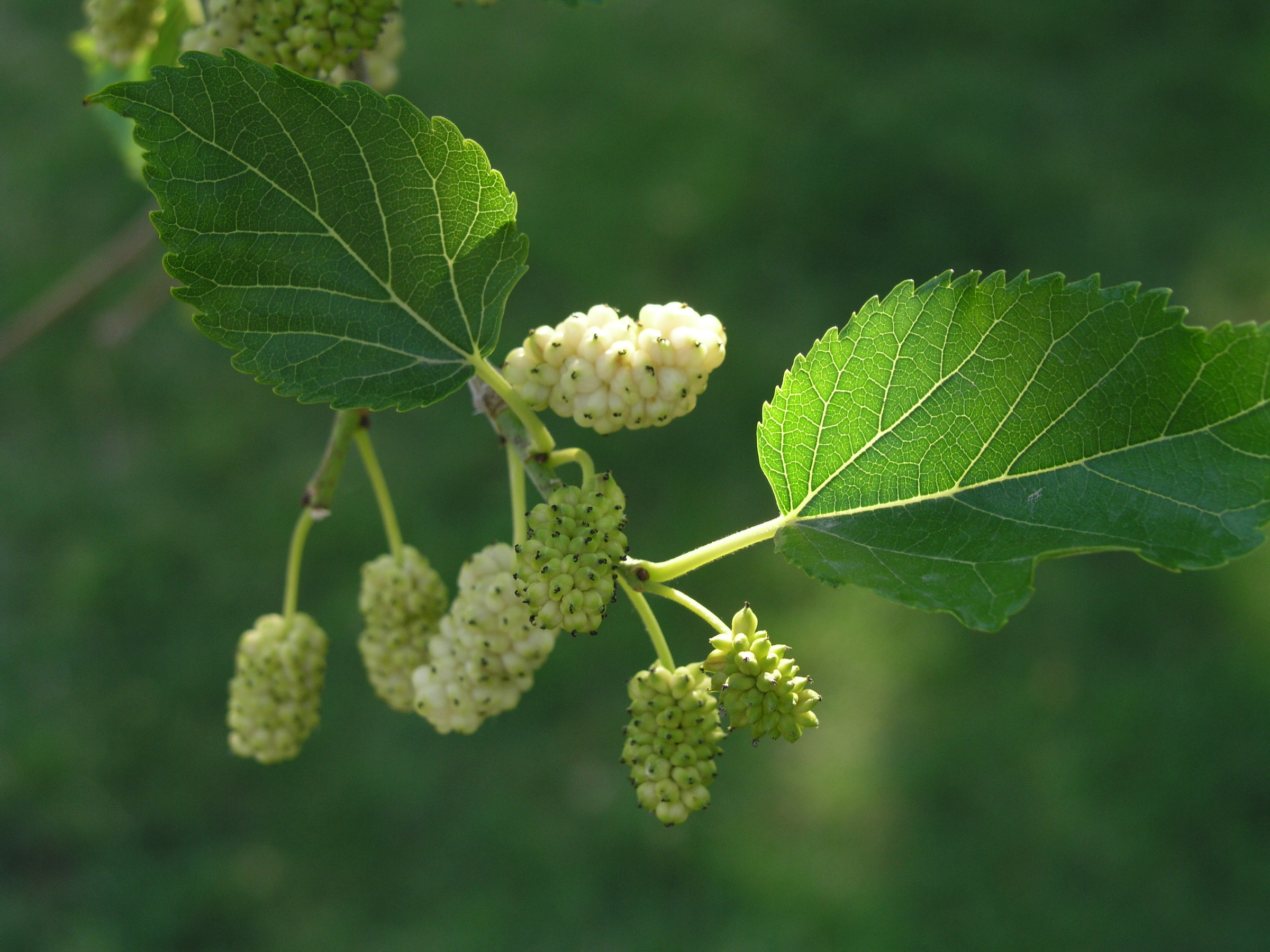
Шовковиця біла
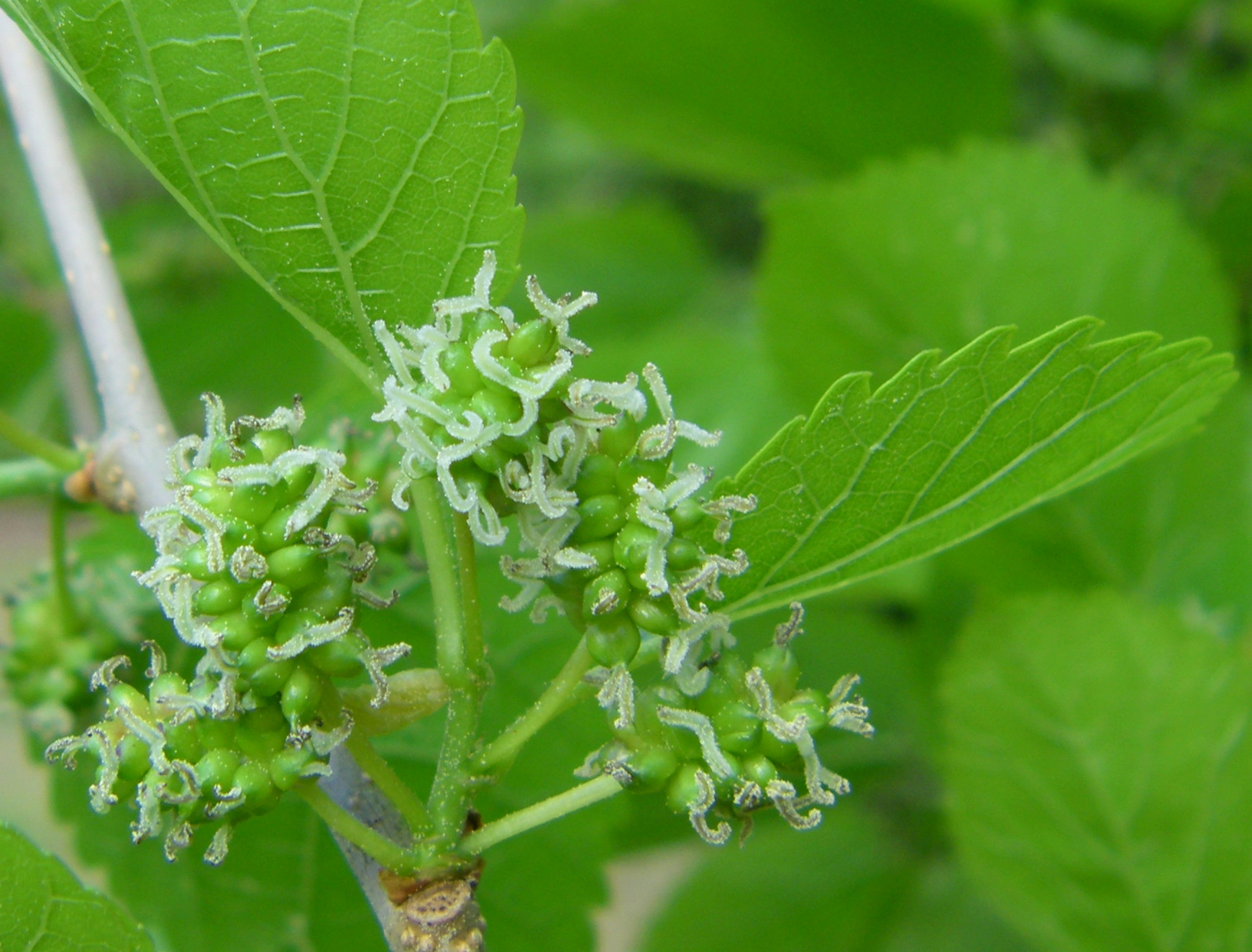
Квіти чорної шовковиці
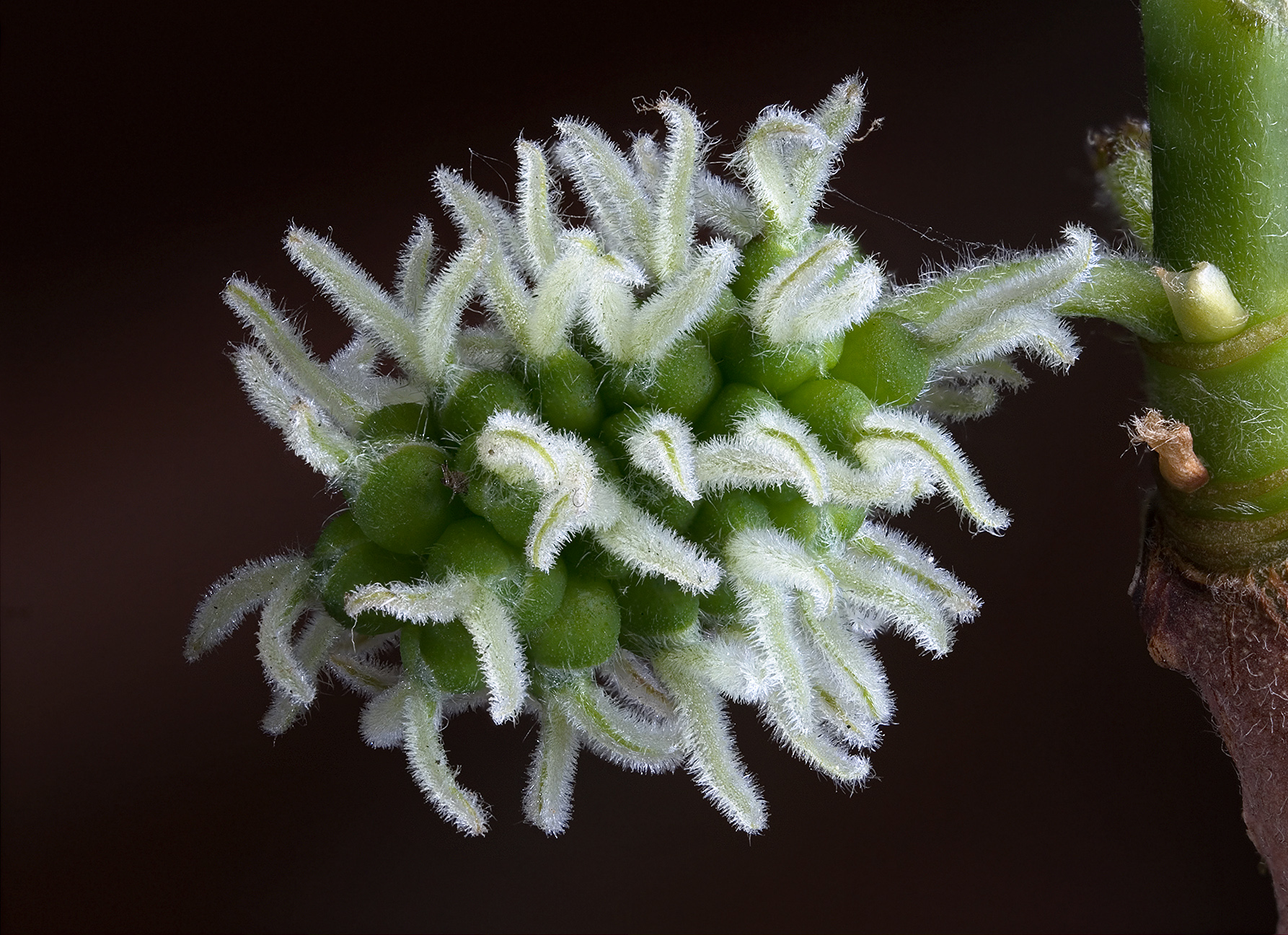
Жіноча квітка чорної шовковиці
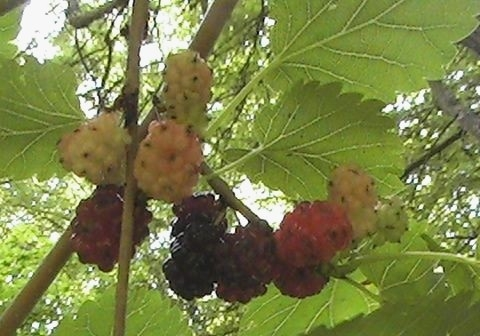
Плоди шовковиці на різних стадіях зрілості
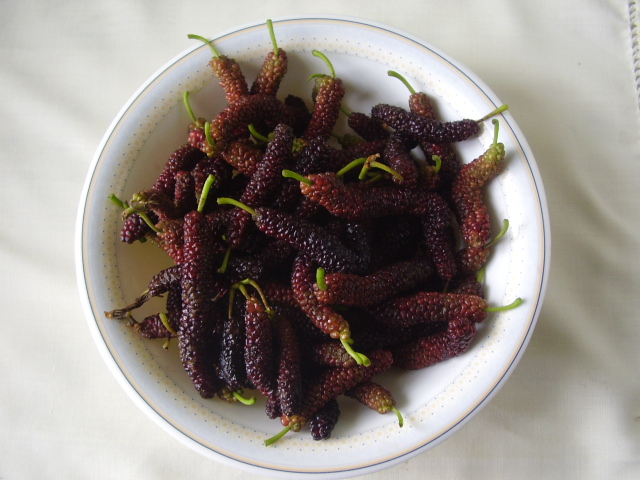
Довгі плоди шовковиці
Горілка шовковицева «Тутовка»
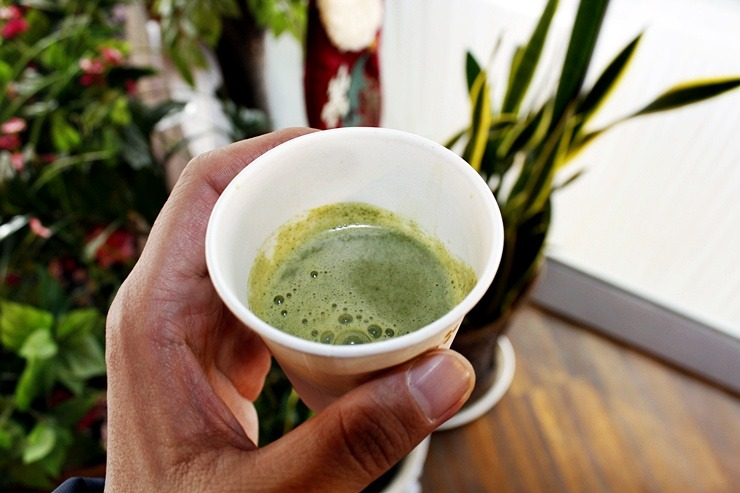
Чай з листя шовковиці
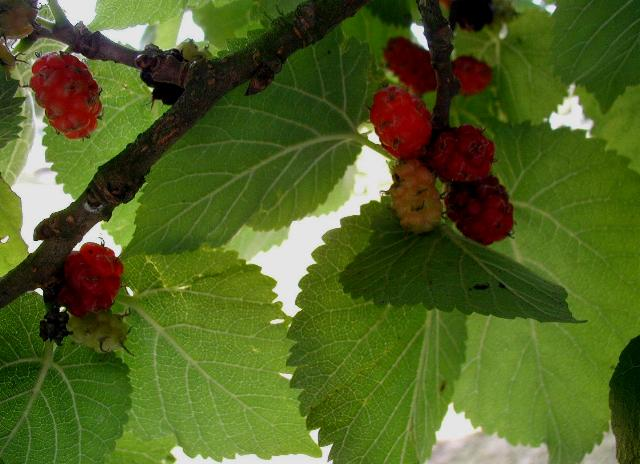
Шовковиця чорна